# リオン・テイラー
メルヴィン・リオン・テイラー・ジュニア（Melvyn Leon Taylor Jr.、1955年9月23日 - ）は、アメリカ合衆国出身のドラマーで、ザ・ベンチャーズのメンバーである。

## 略歴
1955年9月23日、テネシー州ジョンソンシティに、ザ・ベンチャーズのドラマー、メル・テイラーの長男として生まれる。父親がベンチャーズのメンバーということもあり、幼い頃からベンチャーズを始め、様々な音楽に親しみながら成長する。
1970年代からはロサンゼルスを中心にTop40にランキングされる様々なミュージシャン/歌手たちのレコーディングや、実弟であるマイケルとのバンドで活動を続ける。
1996年のベンチャーズ日本ツアー中に父メルが体調の悪化を訴え緊急帰国、その後肺癌によって急逝する不幸に見舞われたが、元ザ・ナックのブルース・ゲイリーをサポートに迎えた同年の残りのツアー中、9月26日の中野サンプラザ追悼公演に特別参加し、メル・テイラーの後任ドラマーとして参加することが正式に発表され、ワイプ・アウト等数曲演奏した。翌1997年のツアーからは全公演参加し、亡きメル・テイラーの後任としてベンチャーズのリズムセクションを支えている。
影響を受けたドラマーとして、父親であるメル・テイラーの他にもテリー・ボジオ、ジョン・ボーナム(レッド・ツェッペリン)等の名前を挙げている。

## 機材
- メインに使用しているドラムセットはカノウプスの製品を使用している（日本国内のみカノウプスで、本国ではdwと契約している）。メル・テイラーのドラムセットとは違い、2バスドラムからシンプルな1バスドラム（ツインペダルを使用）に改められているが、シンバルの点数が増えているなどメル・テイラーとの差異が見られる。またRolandの「V-DRUM」やティンバレスをセットに組み込むなど、年度によってセットを細かく変更している。2014年以降は日本国内においてもdwのドラムセットを使用している。
- シンバルはジルジャン、セイビアン両社のシンバルを使用。加入後は一時「Bospholus」をメイン・シンバルとして試す等、音に対する様々な試行錯誤を行っている。
- ドラムスティックは加入後はProMarkを使用していたが、後にカノウプスから発売されていたメル・テイラーモデルをアレンジしたリオン・テイラーモデルが登場し、現在はそれを使用している。グリップはマッチドグリップ。